# Fear of Flying (ER)
Fear of Flying is de zesde aflevering van het derde seizoen van de televisieserie ER, die voor het eerst werd uitgezonden op 7 november 1996.

## Verhaal
Dr. Greene en dr. Lewis zijn samen ingedeeld om mee te vliegen in een traumahelicopter, dit terwijl dr. Lewis lijdt aan vliegangst. Zij worden naar een verkeersongeluk gestuurd, daar treffen zij een echtpaar aan met een kind die medische hulp nodig hebben en snel naar het ziekenhuis moeten. 
Dr. Benton wil zo graag in goede aarde vallen bij dr. Keaton, dat hij tijdens een operatie van een kind een fout maakt dat bijna het leven kost van de patiënt. 
Hathaway krijgt een vervangende verpleegster van een andere afdeling, zij ergert zich aan haar omdat zij de tempo op de SEH niet aankan.

## Rolverdeling

### Hoofdrollen
- Anthony Edwards - Dr. Mark Greene
- George Clooney - Dr. Doug Ross
- Sherry Stringfield - Dr. Susan Lewis
- Noah Wyle - Dr. John Carter
- Eriq La Salle - Dr. Peter Benton
- Omar Epps - Dr. Dennis Gant
- Jorja Fox - Dr. Maggie Doyle
- Glenne Headly - Dr. Abby Keaton
- Dwier Brown - Dr. David Herlihy
- Gloria Reuben - Jeanie Boulet
- Julianna Margulies - verpleegster Carol Hathaway
- Jenny O'Hara - verpleegster Rhonda Sterling
- Ellen Crawford - verpleegster Lydia Wright
- Conni Marie Brazelton - verpleegster Connie Oligario
- Laura Cerón - verpleegster Chuny Marquez
- Bellina Logan - verpleegster Kit
- Abraham Benrubi - Jerry Markovic
- Kristin Minter - Randi Fronczak
- Lyn Alicia Henderson - ambulancemedewerker Pamela Olbes
- Emily Wagner - ambulancemedewerker Doris Pickman

### Gastrollen
- Cecil Hoffman - Gail Herlihy
- Anna Berger - verzorgster van Mr. Brazil
- Chris Edwards - William Litman
- Perry Anzilotti - Perry
- James 'Ike' Eichling - Hurst
- Larry Eisenberg - Hubert Skinner
- Carole Goldman - Doc
- James Krag - Dumary

en vele andere